# Кардиология
Кардиологията (на английски: cardiology) е област в медицината, която се занимава със заболявания на сърдечно-съдовата система. Секторът като цяло е разделен на подобласти: коронарна болест, сърдечна недостатъчност и електрофизиология. Лекарите, които специализират в тази област на медицината, се наричат кардиолози.

## Специализация
Кардиологията е подспециалност или специалност към вътрешни болести.

## Симптоми
Някои симптоми, които кардиологията изучава, са леки симптоми и могат да се дължат на пренатоварване, умора, безпокойство, гняв и други емоции. Затова често се лекува и емоционалната страна с лекарства, които имат успокояващ за емоциите и за ритъма на сърцето ефект.

## Заболявания
Ако са хроничн, заболяванията се отнасят най-често към по-големите на възраст пациенти, но спешните състояния могат да се отнасят до всички възрасти, без да се разглежда честотата на появавата им; тоест такива състояния могат да имат и деца и по-големи.

## Кардиохирургия
Някои спешни състояния, независимо от техния произход, се нуждаят от намесата на хирург, който специализира в областта, или от кардиохирург.

## Вижте още
- Спешна кардиология „Пирогов“